# 子家懿伯
子家羁（？—？），中国春秋时期鲁国政治人物，世称子家懿伯、子家子。鲁庄公的玄孙，东门襄仲的曾孙，公孙归父的孙子，子家文伯之子。他作为鲁昭公的大夫，多次劝谏鲁昭公振作朝政，抵制以季平子为首的三桓势力，鲁昭公不听。昭公二十五年（前517年），鲁昭公在郈昭伯的怂恿下，讨伐三桓。子家羁劝谏昭公不能操之过急。结果昭公失败，郈昭伯被杀。子家羁随鲁昭公流亡齐鲁之交的郓地和乾侯。子家羁一直跟随鲁昭公到昭公三十二年（前510年），昭公去世。次年，叔孙成子迎葬鲁昭公，子家羁拒绝与他会面。
| 前任： 子家析 | 鲁国子家氏 前6世纪后期 | 繼任： — |